# Mason Science College
Ne doit pas être confondu avec le Josiah Mason College (en), un établissement de fin d'études secondaires établi en 1983

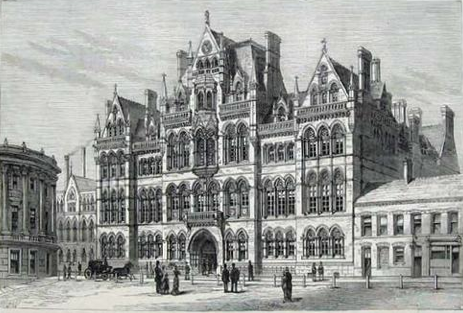
Façade du collège à Edmund Street en 1880, peu de temps après sa construction.

Mason Science College était un « college » d'enseignement des sciences à Birmingham, en Angleterre. Fondé en 1875 par l'industriel et philanthrope Sir Josiah Mason (en), le collège a été incorporé à l'université de Birmingham en 1900. Deux étudiants du collège, Neville Chamberlain et Stanley Baldwin, sont devenus ultérieurement Premiers ministres du Royaume-Uni.

## Histoire
Le collège a été fondé en 1875 par Sir Josiah Mason (en) in 1875, un industriel et philanthrope anglais. Le bâtiment du collège, dans l'Edmund Street (en) à Birmingham a été inauguré le 1er octobre 1880, cérémonie marquée par un discours de Thomas Henry Huxley. Dans son discours, Huxley considérait l'ouverture du collège comme une victoire de la cause scientifique, et il soutenait les vues antagonistes de Mason sur les études classiques et la théologie. Le collège a également incorporé la Birmingham Medical School (en). En 1898, il devient le Mason University College, avec Joseph Chamberlain comme président du conseil des gouverneurs du collège. En 1900 il est incorporé à l'université de Birmingham.
William A. Tilden était professeur de chimie de 1880 à 1894. En septembre 1893, Francis William Aston commençait ses études universitaires dans ce college, et il suivait les cours de physique de John Henry Poynting et de chimie de Frankland et Tilden. En 1881 Charles Lapworth devient le premier professeur de géologie du collège. En 1891, le professeur de physique John Henry Poynting réussit à calculer la densité moyenne de la Terre. En 1882, sont créés les départements de chimie, botanique, physiologie, physique et anatomie comparative.
Le bâtiment original, de style néo-gothique victorien, est démoli en 1962, en même temps que la bibliothèque publique centrale et le Birmingham and Midland Institute (en), dans le cadre du redéploiement de l'intérieur de la première ceinture routière. La Bibliothèque de Birmingham Central actuelle est située sur l'emplacement de l’ancien collège.

## Anciens élèves et enseignants
Parmi les anciens élèves et enseignants du collège, il y a notamment :
- Francis William Aston, chimiste et physicien britannique, 1922 Prix Nobel de chimie
- Neville Chamberlain, Premier ministre du Royaume-Uni[9].
- Stanley Baldwin, Premier ministre du Royaume-Uni[9].
- Sir Henry Fowler (en), ingénieur, constructeur de locomotives
- Ernest Gold  (1881-1976), météorologue britannique de réputation internationale
- John Berry Haycraft (en), qui a découvert un anticoagulant sécrété par les sangsues, qu'il a appelé Hirudine
- C.W. Hobley (en), un administrateur colonial pionnier au Kenya
- Frank Horton (en), professeur de physique au Royal Holloway College de l'université de Londres et vice-chancelier de l'université de Londres 1939-1945
- Henry Eliot Howard, ornithologue
- Robert Thomson Leiper, parasitologue et spécialiste en helminthologie
- Constance Naden, poète et philosophe.